# Laurence Piquet
Pour les articles homonymes, voir Piquet.
Laurence Piquet est une journaliste française née le 11 février 1965 à Mulhouse. Au cours des années 1990, elle présente notamment le 19/20, puis le journal de 13 heures de France 2. Durant les années 2000, elle anime plusieurs magazines de France 5, notamment Un soir au musée et la Galerie France 5. Elle retrouve les rédactions de France Télévisions en 2016 pour assurer d’abord la rédaction en chef adjointe de Culturebox, puis la rédaction en chef du service Culture de la Rédaction de France Télévisions. 

## Biographie

### Formation
Laurence Piquet grandit à Mulhouse. Elle obtient une maîtrise en histoire et histoire de l'art avant d'intégrer l'école de journalisme de Strasbourg. Elle en sort diplômée en 1987,.

### Carrière dans l'audiovisuel

#### France 2 et France 3
Laurence Piquet commence sa carrière à Strasbourg avant de s'établir à Paris. Elle présente le 19/20 sur FR3, couvre la chute du Mur de Berlin en 1989 puis passe sur France 2 en septembre 1992 pour présenter, en duo avec Henri Sannier, le journal de 13 heures jusqu'en septembre 1993. Elle présente également Le Journal de la nuit jusqu'en 1994. Ensuite, Laurence Piquet devient présentatrice des journaux de Télématin de 1994 à 1996.  Elle retrouve le 13 heures en septembre 1996, en alternance avec Patrick Chêne, jusqu'en août 1998.Elle présente également le 13 heures le samedi et le dimanche de octobre 1997 à août 1998.
En 1997, elle est mise à pied pendant dix jours pour avoir participé à l'enregistrement d'un spot publicitaire tourné dans le décor du 19/20,.
Elle présente de septembre 2000 à février 2008 le journal de la nuit en alternance avec Ève Metais et Jean-Claude Renaud. Elle prend la tête du journal de 13 heures de France 2, en remplacement d'Élise Lucet, durant l'été 2008.

#### France 5
En 2006, Laurence Piquet présente l'émission Ubik sur France 5. De 2006 à juin 2012, elle anime le magazine Un soir au musée. De septembre 2012 à décembre 2015 La Galerie France 5 sur la même chaîne,.

#### En radio
Durant l'été 1999, Laurence Piquet anime l'émission Dis-moi comment tu voyages diffusée sur France Inter.

### Autres activités
A la fin des années 80 elle enregistre plusieurs 45 tours de variété sous le nom de Laurence Valmier.
Fin 2011, elle publie Le Musée de mes rêves, ouvrage présentant 50 chefs-d'œuvre de la peinture,.

## Ouvrage publié
- Le Musée de mes rêves, Éditions du Chêne, 2011